# ロマンス (大江千里の曲)
「ロマンス」は、大江千里の楽曲である。1984年7月21日に5作目のシングルとして発売された。

## 解説
後に8cmシングルCDで1989年10月21日に再発売された。
大江が初めて小室哲哉に編曲を依頼したシングル。
編曲作業にあたり、小室はまず大江によるピアノの伴奏のみのデモテープをもらい、大江から「ハワード・ジョーンズが好きだから、ドラムの音をすごく過激にして!」と頼まれた。それに対して小室が構築した基本的なアレンジは「E-mu DrumulatorとSimmonsの過激な音」「シャノンの楽曲に出てくる様なエレクトリックパーカッション」「ハワードの拡がる様な音」「生のコンガ」「ハイハットやシンバルを使わないでリズムを作る」という形になった。イントロはリードシングルなのであまり凝らずに4小節だけ足す程度に留めた。レコーディングの本番では生のミュージシャンだったら、2曲で2時間かかる構成だったが、本作では1曲に6～7時間かかった。
表題曲のライヴ・バージョンが、1988年6月22日に発売のシングル『GLORY DAYS』にカップリング曲として収録された。

## 収録曲
全曲 作詞・作曲：大江千里、編曲：小室哲哉
1. ロマンス (2:46)
  - 長らくアルバム未収録となっていたが、2022年に発売のシングルコレクションアルバム『Senri Oe Singles』でアルバム初収録となった[3]。
2. 思いたったら吉日 (3:19)
  - アルバム未収録。